# Мерцедес-АМГ Ф1 Тим
Мерцедес-АМГ Ф1 Тим који се налази у Бреклију, Енглеска, и поседује немачку лиценцу, је у већинском власништву Мерцедес-Бенц групе са Тото Волфом који има значајно учешће. Тимови са брендом Мерцедес често се називају надимком „Сребрне стреле“. Саопштење је објављено у децембру 2020. да је Инеос планирао да преузме трећину једнаких власничког удела заједно са Мерцедес-Бенц групом и Волфом, ово је ступило на снагу 25. јануара 2022. године.  Пре Другог светског рата, Мерцедес-Бенц се такмичио на Европском првенству, освојивши три титуле. Марка је дебитовала у Формули 1 1954. Након победе у својој првој трци на Великој награди Француске 1954., возач Хуан Мануел Фанхио освојио је још три трке да би освојио и шампионат возача 1954. и поновио овај успех 1955. Упркос томе што је освојио два шампионата возача, Мерцедес-Бенц се повукао из аутомобилских трка након 1955. као одговор на катастрофу у Ле Ману 1955.
Мерцедес се вратио у Формулу 1 1994. као произвођач мотора у сарадњи са Илмором, британском независном инжињерингом за аутомобилске спортове високих перформанси, која је развила њихове моторе. Компанија је освојила једну титулу конструктора и три титуле возача у партнерству са Маклареном које је трајало до 2009. Године 2005. Илмор је преименован у Мерцедес АМГ Хај Перформанс Павертреинс. Компанија је 2010. купила тим Брон ГП, ребрендирајући га у Мерцедес. Од велике промене правила 2014. која је захтевала коришћење турбопуњача и хибридних електричних мотора, Мерцедес је постао један од најуспешнијих тимова у историји Формуле 1, освојивши седам узастопних титула возача од 2014. до 2020. и осам узастопних конструкторских титула од 2014. до 2021. Поставио је рекорде за највише победа у сезони (19 у 2016), и за највише узастопних конструкторских титула. Произвођач је такође прикупио више од 200 победа као добављач мотора и рангиран је на другом месту у историји Формуле 1. Десет конструкторских и тринаест шампионата возача освојено је са Мерцедес-Бенц моторима.

## Конструктор

### Трке за Велику награду пре Формуле 1 (1930-е)
Мерцедес-Бенц се раније такмичио у тркама 1930-их, када су Сребрне стреле доминирале тркама заједно са ривалом Ауто Унионом. Оба тима су била у великој мери финансирана од стране нацистичког режима, освојивши све Европске шампионате после 1934. од којих је Рудолф Карачола освојио три за Мерцедес-Бенц.

### Даимлер-Бенц АГ (1954–1955)
Године 1954. Мерцедес-Бенц се вратио у оно што је сада познато као Формула 1 (Светски шампионат је основан 1950) под вођством Алфреда Нојбауера, користећи технолошки напредни Мерцедес-Бенц В196. Аутомобил је вођен и у конвенционалној конфигурацији отворених точкова и у аеродинамичном облику, који је имао покривене точкове и ширу каросерију. Хуан Мануел Фанхио, шампион из 1951. пребацио се средином сезоне из Масератија у Мерцедес-Бенц за њихов деби на Великој награди Француске 4. јула 1954. Тим је одмах постигао успех и забележио победу 1–2 са Фанхиом и Карлом Клингом, као и најбржи круг (Ханс Херман). Фанхио је освојио још три трке 1954. освојивши шампионат.
Успех се наставио и у сезони 1955. а Мерцедес-Бенц је развијао В196 током целе године. Мерцедес-Бенц је поново доминирао сезоном, са Фанхиом који је узео четири трке, а његов нови тимски колега Стирлинг Мос је освојио Велику награду Британије. Фанхио и Мос су завршили на првом и другом месту у шампионату те године. Катастрофа 1955. на 24 сата Ле Мана 11. јуна, у којој су погинули возач Мерцедес-Бенца Пјер Леве и више од 80 гледалаца, довела је до отказивања Велике награде Француске, Немачке, Шпаније и Швајцарске. На крају сезоне, тим се повукао из мото спорта, укључујући и Формулу 1. Током овог првог периода учешћа тима у Формули 1, Мерцедес је освојио укупно 9 трка, укључујући три Велике награде (Велика награда Француске 1954, Велика награда Италије 1954. и Велика награда Италије 1955) које је освојио аеродинамични „Тип Монца“, чинећи то су једине три трке које су победили аутомобили са затвореним точковима у историји Формуле 1.

### Мерцедес-АМГ Петронас Формула 1 тим (2010 – данас)
Пре почетка сезоне 2010. Мерцедес-Бенцова матична компанија Даимлер АГ купила је мањински удео (45,1%) у тиму Брон ГП, а Аабар Инвестментс је купио 30% 16. новембра 2009. Након куповине тима, као и спонзорског уговора са Петронасом, тим је преименован у Мерцедес ГП Петронас Формула 1 тим и Мерцедес се сада први пут такмичио у конструкторском шампионату. Рос Брон је наставио са својим дужностима као шеф тима и тим је задржао своју базу и радну снагу у Бреклију, у близини Мерцедес-Бенц фабрике мотора Формуле 1 (раније Илмор инжењеринг) у Бриксворту.
Тим има сложену историју, његов улазак се може пратити уназад до Тајрел рејсинга, који се такмичио као конструктор од 1970. до 1998. све док га није купио Бритиш Американ Тобако крајем 1997. како би његов улазак могао бити пренет на тадашњег новог конструктора. Бритиш Американ рејсинг (БАР) 1999. године. БАР, који је основао партнерство са Хондом, на крају је постао Хонда рејсинг Ф1 тим 2006. када се Бритиш Американ Тобакоповукао из спорта. Поново је променио власника 2008. када се Хонда повукла и купио га је менаџмент тима, назвавши га Брон ГП по директору тима Росу Брону. Брон је користио моторе из Мерцедес-Бенц мотора високих перформанси и упркос ниском буџету, Џенсон Батон је победио у шест од првих седам трка и на крају освојио шампионат возача 2009. док је Брон освојио шампионат конструктора. То је био први пут у шездесетогодишњој историји спорта да је тим освојио обе титуле у својој првој сезони.
Тим Мерцедес ГП ангажовао је немачке возаче Ника Розберга и седмоструког светског шампиона Михаела Шумахера, који се вратио у Формулу 1 после трогодишњег одсуства, а Ник Хајдфелд као тест и резервни возач. Од Бронових возача из 2009. Џенсон Батон је потписао за Макларен, док је Рубенс Барикело прешао на Розбергово бивше место у тиму Вилијамса 2010. Куповином Брона, тим је прекинуо своје учешће у Макларену, матична компанија Даимлер АГ је продала назад 40% удела у Макларен група, док наставља да снабдева моторе тиму. Учинак тима током 2010. није био тако конкурентан као под Броном, са тимом иза водеће три екипе Ферарија, Макларена и Ред була. Њихови најбољи резултати дошли су од тога што је Розберг три пута завршио на подијуму, постигавши трећа места у Сепангу, Шангају и Силверстону. Розберг је на крају завршио на седмом месту, али је Шумахер имао разочаравајући повратак, победио га је његов сувозач и завршио сезону без иједне победе у трци, подијума, пол позиције или најбржег круга по први пут од своје дебитантске сезоне 1991. Он је такође био умешан у контроверзу у Мађарској након што је умало стиснуо бившег сувозача из Ферарија Рубенса Барикела у зид при брзини од 290 км/ч. На крају, тим је завршио на четвртом месту у шампионату конструктора са 214 бодова.
Пре почетка 2011. сезоне, Даимлер и Аабар су купили преосталих 24,9% удела у власништву управе тима у фебруару 2011. Користећи нови МГП В02, Велика награда Аустралије је завршена када су се Шумахер и Розберг повукли због оштећења у судару у 19. односно 22. кругу. У Малезији, Розберг се квалификовао као девети, а Шумахер поново није успео да уђе у К3, квалификовавши се као 11. Шумахер је постигао прве поене у сезони са деветим местом, док је Розберг водио мирну трку и завршио на 12 месту. У Кини су Розберг и Шумахер показали јаку форму, Розберг је завршио на 5. месту и водио је четрнаест кругова током трке, док је Шумахер завршио трку на 8. месту. Розберг је додао још једно 5. место у Турској, док је у Шпанији Шумахер завршио на 6. месту, испред Розберга. Након што није постигао ниједан поен на Великој награди Монака, Шумахер је изједначио свој најбољи резултат за тим у Канади, завршио је 4. након што је био 2. У Валенсији је Розберг завршио 7. а Шумахер 17. после контакта са Виталијем Петровом. Розберг и Шумахер су завршили са бодом на наредне две трке у Великој Британији и Немачкој. Проблеми са мењачем спречили су Шумахера да постигне poene на Великој награди Мађарске, али је Розберг успео да заврши на 9. месту. На Великој награди Белгије, Шумахер се померио са зачеља, након што је изгубио точак у квалификацијама, да би завршио 5. док је Розберг завршио 6. предводивши трку у раној фази. Поново, тим је завршио на четвртом месту у шампионату конструктора, као и 2010. са 165 бодова без победа, подијума или пол позиције.
За 2012. тим је уклонио ГП из свог имена и додао име АМГ, бренда високих перформанси Даимлер АГ, својој титули. Тим би званично добио ознаку Мерцедес АМГ Петронас Ф1 тим. На почетку сезоне Мерцедес је био предмет протеста због употребе "радикалног" концепта задњег крила на тркачком аутомобилу Мерцедес Ф1 В03, што није решено све до треће трке у Кини када су судије једногласно одбили протест. На трећој трци сезоне у Кини, Розберг је заузео прву пол позицију тима као раднички тим од Фанхија 1955. Шумахер је завршио трку трећи, али је прешао на друго место након казне за Луиса Хамилтона из Макларена. Тим је обезбедио своју прву победу у 57 година када је Нико Розберг завршио као први на Великој награди Кине 2012. На Великој награди Монака 2012. Михаел Шумахер је поставио најбрже време у квалификацијама, стартовао је као 6. након што му је изречена казна од пет места јер је изазвао судар са Бруно Сеном који се могао избећи током ВН Шпаније. Поред тога Розберг је постао први немачки возач који је освојио Велику награду возећи немачко возило од победе Хермана Ланга на Великој награди Швајцарске 1939. Дана 28. септембра 2012. објављено је да ће се возач Макларена Луис Хамилтон придружити тиму Мерцедеса од 2013. сезоне, након што је потписао трогодишњи уговор са партнером Ником Розбергом у тиму. У јануару 2013. Тото Волф је постао извршни директор Мерцедес АМГ Петронас Формула 1 тима, а његов пословни партнер Рене Бергер постао је неизвршни директор. Поред тога што се придружио тиму као извршни партнер, такође је купио 30% Мерцедес-Бенц Гранд При Лтд, са још 10% у власништву Ники Лауде, председника одбора и 60% у матичној компанији. Волф је преузео координацију свих Мерцедес-Бенц активности у мотоспорту, одговорност коју је претходно имао Норберт Хауг.
Следеће сезоне 26. маја 2013, Нико Розберг је искористио пол позицију да би доделио тиму прву победу у 2013. на Великој награди Монака. Педи Лоу је прешао у тим као извршни директор 3. јуна 2013. Мерцедес је затим заузео треће место на Великој награди Канаде захваљујући Хамилтону, након чега је уследила још једна победа Розберга на Великој награди Британије након што је тим постигао 1-2 у квалификацијама. Тим је тада славио трећу победу у сезони након што је Хамилтон однео своју прву победу за тим на Великој награди Мађарске, што је резултирало другим местом испред Ферарија у шампионату конструктора.

#### Доминантна ера (2014–2021)
Оба возача су задржана за 2014. Розберг је освојио прву трку сезоне у Аустралији, затим је у Малезији, Хамилтон остварио гренд слем, водећи сваки круг са пол позиције и забележио најбржи круг трке, док је Розберг комплетирао 1–2 за тим, прекинут је Хамилтонов низ од девет трка без подијума и био је то први 1-2 за Мерцедеса као радни тим од Велике награде Италије 1955. Тим је поновио резултат на Великој награди Бахреина, Кине и Шпаније, док су Розберг и Хамилтон завршили 1–2 на ВН Монака и Аустрије. На Великој награди Немачке, Розберг је постао први немачки возач који је возио возило Немачке који је освојио Велику награду Немачке од када су то освојили Рудолф Карачола и Мерцедес-Бенц на Великој награди Немачке 1939. На Великој награди Русије тим је освојио свој први конструкторски шампионат као раднички тим. Хамилтон је победио на последњој трци сезоне, одржаној у Абу Дабију. Сезону је завршио са 67 бодова испред Розберга, чиме је освојио светски шампионат у возачима. Тим је завршио 2014. сезону са 296 бодова испред свог најближег ривала Ред була на табели светског шампионата конструктора. Са 18 пол позиција, 16 победа и 11 1-2 од 19 трка, Мерцедес је доминирао прве године В6 турбо ере. За њихових 16 победа у тркама, просечна победничка разлика до најближег конкурента који није Мерцедес била је 23,2 секунде.
За сезону 2015 тим је задржао и Хамилтона и Розберга. На Великој награди Русије 2015. тим је освојио свој други конструкторски шампионат као раднички тим, а Хамилтон је освојио свој други узастопни шампионат возача на Великој награди Сједињених Држава 2015. са 59 бодова испред Розберга. Мерцедес је наставио своју доминацију у овој другој години В6 турбо ере, побољшавши своје импресивне бројеве из 2014. са 18 пол позиција, 16 победа и 12 1-2 у 19 трка. Од њихових 16 победа у тркама, просечна победничка разлика до најближег конкурента који није Мерцедес била је 19,7 секунди, што је мање од 23,2 секунде у 2014.
У сезони 2016, Мерцедес је трећу узастопну сезону освојио конструкторски шампионат, победивши у 19 од 21 одржане трке, док је обезбедио 20 пол позиција (највећи проценат икада у једној сезони Ф1 од 95,2%) и 8 1–2. Просечна победничка разлика до најближег возача не-Мерцедеса пала је на 14,6 секунди. Розберг је освојио свој једини шампионат возача, са 5 бодова испред Хамилтона, пре него што је објавио да се повлачи убрзо након што је освојио титулу.
Мерцедес је 10. јануара 2017. објавио да је извршни директор Педи Лоу напустио тим. Дана 16. јануара 2017. Валтери Ботас је најављен као Розбергова замена за сезону 2017. а британски ГП3 возач Џорџ Расел укључен је у јуниорски тим. 22. октобра 2017. Мерцедес је четврти пут узастопно освојио конструкторски шампионат. Недељу дана касније, Луис Хамилтон је постао први британски возач који је освојио четири титула. Мерцедес је завршио сезону 2017. са 12 победа у 20 трка, 15 пол позиција, 4 1-2 и просечном разликом од 13,1 секунде до најближег возача који није Мерцедес.
За сезону 2018. тим је задржао и Хамилтона и Ботаса. Тим је освојио своју пету узастопну титулу конструктора на претпоследњој трци сезоне у Бразилу након победе Хамилтона. У сезони 2018, Мерцедес је победио у 11 трка (све Хамилтон) од 21 трке, направио 10 најбржих кругова (три за Хамилтона и седам за Ботаса), 13 пол позиција (једанаест за Хамилтона и две за Ботаса) и четири 1–2 завршетка. Тиме је Мерцедес постао тек други тим у историји у Формули 1 који је освојио 5 титула возача и конструктора заредом, након што је Ферари то учинио између 2000. и 2004.
За сезону 2019, тим је поново задржао и Хамилтона и Ботаса. У првој трци, оба возача су била први ред, а Хамилтон је заузео пол позицију. Ботас је претекао Хамилтона на старту и однео своју прву победу од Велике награде Абу Дабија 2017. при чему је Хамилтон успео да донесе тиму резултат 1–2 након што се одбранио од Макса Верстапена из Ред була. Тим је наставио снажан учинак кроз прву половину сезоне. До летње паузе, Мерцедес је победио у 10 од 12 трка, при чему је Хамилтон однео 8 победа у односу на Ботасове 2, обезбеђујући 1-2 финиш на првих 5 трка у сезони. Тим је наставио да осваја титуле возача и конструктора шесту годину заредом.
Тим је дебитовао са системом „ДАС” током предсезонског тестирања за сезону 2020. Ово омогућава возачу да промени врх предњих точкова гурањем или повлачењем волана. Ово омогућава возачу да оптимизује аутомобил за боље загревање гума на равнима са нултим прстом или боље механичко приањање у кривинама са позитивним врхом. Систем је био дозвољен за сезону 2020, али је забрањен за 2021. Тим је наставио да осваја титуле возача и конструктора. Пре претпоследње трке сезоне, Велике награде Сакира 2020. Хамилтон је био приморан да не учествује у трци након позитивног теста на коронавирус, а заменио га је возач Вилијамса и јуниор Мерцедеса Џорџ Расел.
За 2021. тим је задржао исту поставу возача пету сезону заредом. Тим није успео да освоји шампионат возача по први пут у В6 турбо-хибридној ери, а Хамилтона је претекао ривал за титулу Макс Верстапен у последњем кругу Велике награде Абу Дабија на крају сезоне, након контроверзног поновног покретања сигурносног аутомобила. Хамилтон је удобно водио трку и био на путу за своју осму титулу пре касног сигурносног аутомобила. Поступци директора трке Фије Мајкла Масија у вези са контроверзним процедурама коришћеним током касног сигурносног аутомобила довели су до тога да Мерцедес поднесе намеру да уложи жалбу на резултате те трке, иако је то касније повучено. Хамилтон је завршио други у првенству, осам бодова заостатка за шампионом Верстапеном, а Ботас трећи на табели у својој последњој сезони са тимом. Тим је освојио титулу конструктора за рекорд од осам узастопних титула.

#### Борба са ефектом тла (2022)
Џорџ Расел је заменио Ботаса за партнера Хамилтону у 2022. У 2022. дошло је до великих промена правила, које су поново увеле ефекат тла. Мерцедес је открио радикалан дизајн са оним што је названо 'зеро-подс'. Радикалан дизајн тек треба да се исплати јер се тим бори да схвати и откључа пуни потенцијал. Поред тога, аутомобил пати од агресивног бочног дела, иако Мерцедес остаје на челу средине поредка.

## Комплетан резултат у Формули 1
(Подебљано означава освојена првенства.)
| 1954                                                         | Даимлер-Бенц АГ                  | W196                 | M196 2.5 L8                 | C | Н/Д         | Хуан Мануел Фанхио Ханс Херман Карл Клинг Херман Ланг                           | Н/Д   | Н/Д |
| 1955                                                         | Даимлер-Бенц АГ                  | W196                 | M196 2.5 L8                 | C | Н/Д         | Хуан Мануел Фанхио Ханс Херман Карл Клинг Стирлинг Мос Андре Симон Пјеро Таруфи | Н/Д   | Н/Д |
| 1956 – 2009: Мерцедес-Бенц се није такмичио као конструктор. |                                  |                      |                             |   |             |                                                                                 |       |     |
| 2010                                                         | Мерцедес ГП Петронас Ф1 тим      | MGP W01              | FO 108X 2.4 V8              | B | 3. 4.       | Михаел Шумахер Нико Розберг                                                     | 214   | 4.  |
| 2011                                                         | Мерцедес ГП Петронас Ф1 тим      | MGP W02              | FO 108Y 2.4 V8              | P | 7. 8.       | Михаел Шумахер Нико Розберг                                                     | 165   | 4.  |
| 2012                                                         | Мерцедес АМГ Петронас Ф1 тим     | F1 W03               | FO 108Z 2.4 V8              | P | 7. 8.       | Михаел Шумахер Нико Розберг                                                     | 142   | 5.  |
| 2013                                                         | Мерцедес АМГ Петронас Ф1 тим     | F1 W04               | FO 108F 2.4 V8              | P | 9. 10.      | Нико Розберг Луис Хамилтон                                                      | 360   | 2.  |
| 2014                                                         | Мерцедес АМГ Петронас Ф1 тим     | F1 W05 хибрид        | PU106A Hybrid 1.6 V6 t      | P | 6. 44.      | Нико Розберг Луис Хамилтон                                                      | 701   | 1.  |
| 2015                                                         | Мерцедес АМГ Петронас Ф1 тим     | F1 W06 хибрид        | PU106B Hybrid 1.6 V6 t      | P | 6. 44.      | Нико Розберг Луис Хамилтон                                                      | 703   | 1.  |
| 2016                                                         | Мерцедес АМГ Петронас Ф1 тим     | F1 W07 хибрид        | PU106C Hybrid 1.6 V6 t      | P | 6. 44.      | Нико Розберг Луис Хамилтон                                                      | 765   | 1.  |
| 2017                                                         | Мерцедес АМГ Петронас Моторспорт | F1 W08 EQ Power+     | M08 EQ Power+ 1.6 V6 t      | P | 44. 77.     | Луис Хамилтон Валтери Ботас                                                     | 668   | 1.  |
| 2018                                                         | Мерцедес АМГ Петронас Моторспорт | F1 W09 EQ Power+     | M09 EQ Power+ 1.6 V6 t      | P | 44. 77.     | Луис Хамилтон Валтери Ботас                                                     | 655   | 1.  |
| 2019                                                         | Мерцедес АМГ Петронас Моторспорт | F1 W10 EQ Power+     | M10 EQ Power+ 1.6 V6 t      | P | 44. 77.     | Луис Хамилтон Валтери Ботас                                                     | 739   | 1.  |
| 2020                                                         | Мерцедес АМГ Петронас Ф1 тим     | F1 W11 EQ перформанс | M11 EQ Performance 1.6 V6 t | P | 44. 63. 77. | Луис Хамилтон Џорџ Расел Валтери Ботас                                          | 573   | 1.  |
| 2021                                                         | Мерцедес АМГ Петронас Ф1 тим     | F1 W12 E перформанс  | M12 E Performance 1.6 V6 t  | P | 44. 77.     | Луис Хамилтон Валтери Ботас                                                     | 613.5 | 1.  |
| 2022                                                         | Мерцедес АМГ Петронас Ф1 тим     | F1 W13 E перформанс  | M13 E Performance 1.6 V6 t  | P | 44. 63.     | Луис Хамилтон Џорџ Расел                                                        | 373*  | 3.* |
| Извор:                                                       |                                  |                      |                             |   |             |                                                                                 |       |     |

* - Сезона у току.